# هنری تیلر
هنری تیلر (انگلیسی: Henry Tiller; ۱۴ ژوئن ۱۹۱۴ – ۱ ژانویهٔ ۱۹۹۹) بوکسور اهل نروژ بود.